# Luda za tobom
Luda za tobom trinaesti je album Lepe Brene, odnosno treći samostalni. Izdala ga je izdavačka kuća ZAM 15. prosinca 1996. godine.

## Popis pjesama
| Br. | Skladba                         | Trajanje |
| --- | ------------------------------- | -------- |
| 1.  | »Šta je bilo, bilo je«          | 3:38     |
| 2.  | »Ti si moj greh«                | 3:23     |
| 3.  | »Lagarija lagara«               | 3:36     |
| 4.  | »Sve mi dobro ide osim ljubavi« | 3:37     |
| 5.  | »Luda za tobom«                 | 3:11     |
| 6.  | »Takve i Bog čuva«              | 2:45     |
| 7.  | »Ljubav je...«                  | 3:27     |
| 8.  | »Otvori se nebo«                | 3:19     |
| 9.  | »Dominantan«                    | 2:36     |
| 10. | »Ne mogu da te prebolim«        | 3:25     |
| 11. | »Pariski lokal«                 | 5:04     |
| 12. | »Prokleti zlatnici«             | 3:37     |

## Izdanja
| Regija         | Datum              | Format(i)  | Izdavač | Ref.  |
| -------------- | ------------------ | ---------- | ------- | ----- |
| SR Jugoslavija | 15. prosinca 1996. | Kaseta, CD | ZAM     | [ 1 ] |

## Zanimljivosti
CD albuma bio je prvi multimedijski u SR Jugoslaviji.
Spot za pjesmu br. 7 izazvao je veliku kontroverzu te je nakon prvog emitiranja zabranjen.